# Себис
Себис (Собис, Тобиш) (на руски: Сэбысь, Собысь, Тобыш) е река в Република Коми на Русия, десен приток на Ижма (ляв приток на Печора). Дължина 230 km. Площ на водосборния басейн 4260 km².
Река Себис води началото си ниското Печорско вързвишение, на 163 m н.в., като по цялото си протежение е типична равнинна река, с широка, плитка, много залесена и заблатена долина, в която силно меандрира. В горното си течение до устието на левия си приток Лундож тече на юг, а до устието на левия си приток Льокю – на запад. След това завива на север и запазва това генерално направление до устието си. Влива се отдясно в река Ижма (ляв приток на Печора), при нейния 88 km, на 29 m н.в., на 7 km южно от районния център село Ижма в Република Коми. Основни притоци: десни – Нирес (71 km), Седмес (78 km). По течението ѝ няма постоянни населени места.